# キロステノテス
キロステノテス（Chirostenotes　古代ギリシャ語で「細い腕」の意味）は白亜紀後期（約7650万年前）に現在のカナダ、アルバータ州に生息したオヴィラプトロサウルス類の恐竜の属の一つである。タイプ種はChirostenotes pergracilisである。

## 形態
歯のないくちばし、細く比較的真直ぐな鉤爪のある長い腕、細い趾を持つ強力な脚によって特徴付けられる。体長は2 mほどであった。近縁種であるアンズーやカエナグナトゥスの頭骨から推測すると、雑食もしくは草食だったと考えられる。
2005年にPhil SenterおよびJ. Michael Parrishはキロステノテスの手の機能を研究し、独特の真直ぐな鉤爪のある細長い第二指は隙間を探ることに適応していた可能性があることを発見した。そしてこの第二指で無脊椎動物、装甲を持たない両生類、爬虫類、哺乳類など柔らかな体の動物を突き刺して狩っていたと示唆した。しかし、もし、キロステノテスの第二指にカウディプテリクスのなど他のオヴィラプトロサウルス類で見つかっている大型の初列風切があったとすると、このような行動をすることは出来ない。

## 分類史

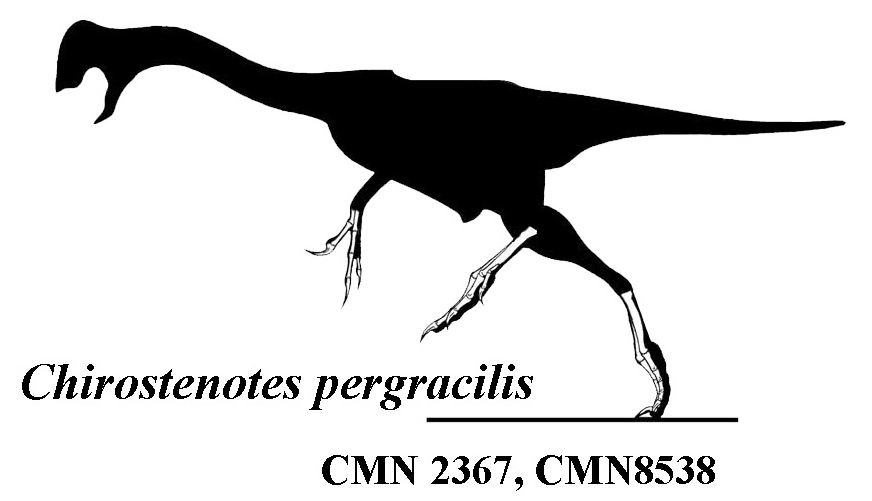
NMC 2367の手とNMC 8538の脚を用いた復元図

キロステノテスの発見と命名の歴史は混乱している。最初の化石は1914年にジョージ・F・スタンバーグによりカナダ、リトルサンドクリーク近郊にある恐竜公園層のカンパニア期の地層から発見された。この累層は、カナダの累層の中でも最も多く恐竜の化石を産出している。標本はローレンス・ラムによって研究されたものの、ラムは公式な記載を発表する前に死去してしまった。1924年にチャールズ・ギルモアがラムの残したノートを発見し、これを引き継いでタイプ種Chirostenotes pergracilis として命名、記載を行った。属名はギリシャ語で「腕」を意味するcheir と「狭さ」を意味するstenotes から派生している。種小名ははラテン語で「完全に」を意味する接頭語per-と「華奢な」を意味するgracilisを組み合わせたものである。ホロタイプNMC 2367は1組の手の化石である。この他にキロステノテスにつながる化石として奇妙な歯を持つ顎の標本CMN 8776があり、この標本は最初ギルモアによりC. pergracilisとされた。現在ではキロステノテスは歯のないオヴィラプトロサウルス類として知られており、この顎はリカルドエステシア（Richardoestesia）と改名され、おそらくドロマエオサウルス科に属すとみられる不明な恐竜とされている。
キロステノテスは最初に命名された名前であるが、その後発見された足の標本CMN 8538を、1932年にチャールズ・モートラム・スタンバーグは「カナダの大きな趾」を意味するマクロファランギア・カナデンシス（Macrophalangia canadensis）と命名した。スタンバーグはこれらが肉食恐竜であると正しく認識したものの、オルニトミムス科に属していると考えた。1936年にレイモンド・スタンバーグによりアルバータ州、スティーヴビル近郊で下顎の標本CMN 8776が発見され、カエナグナトゥス・コリンシ（Caenagnathus collinsi）と命名された。属名はギリシャ語で「新しい」を意味するkainos と「顎」を意味するgnathos から派生して、「最近の顎」という意味で、種小名はWilliam Henry Collinsに献名されたものである。歯のない顎は最初は鳥類のものだと考えられた。
発見が続くにつれて徐々に類縁関係が分かってきた。1960年にアレクサンダー・ウェットモアはカエナグナトゥスは鳥類ではなくオルニトミムス科の恐竜だと結論した。1969年にエドウィン・ハリス・コルバートとデイル・ラッセルはキロステノテスとマクロファランギアは同じ同じ動物であると示唆した。1976年にハルツカ・オスモルスカはカエナグナトゥスをオヴィラプトロサウルス類として記載した。1981年、両手・両足が保存されたアジアの種であるエルミサウルスが発表され、コルバートとラッセルの推測の確実さが示された。

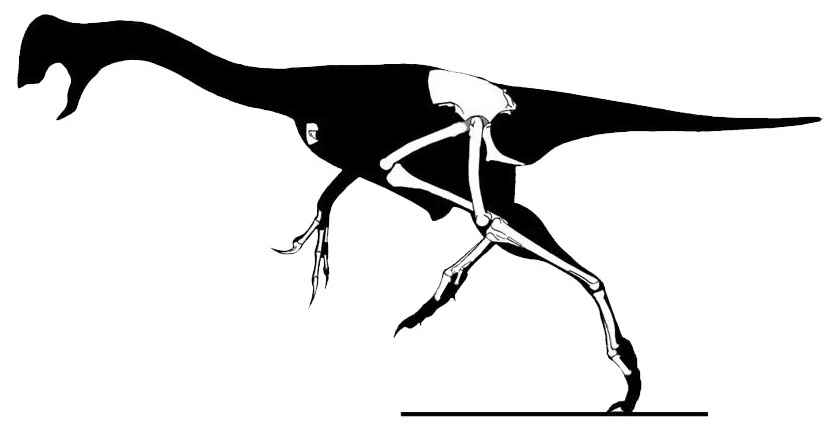
RTMP 79.20.1の骨格

1988年、1923年に発見されて以来保管されていた標本が、フィリップ・カリーとラッセルにより精査された。この化石は他に発見された個別の恐竜を繋ぐことになった。キロステノテス、マクロファランギアおよびカエナグナトゥスとされたこれらの化石のについて最初に適用された名前はキロステノテスであったため、キロステノテスが唯一の正当な名前となった。
カリーとラッセルは別の複雑な問題にも取りかかった。1933年にウィリアム・アーサー・パークスはアルバータ州で発見された別の足の化石ROM 781に基づいてOrnithomimus elegansを命名した。カエナグナトゥスがまだ鳥類だと考えられていた1971年、Joël Cracraftは小型の下顎の骨CMN 2690に基づいて第二の種Caenagnathus sternbergi を命名した。1988年、カリーとラッセルは、これらの化石はChirostenotes pergracilisのより華奢な型だろうと結論した。しかし1989年、カリーはこれらが小型の別の種であると考え、エルミサウルスに近縁な第二の種としてElmisaurus elegansと命名した。1997年にこの種はハンス・ディーター・スーズによりChirostenotes elegansに改名された。この種は2013年に新属レプトリンコス （Leptorhynchos）へと移された。
アルバータ州のホースシューキャニオン層（マーストリヒト期前期）やモンタナ州・サウスダコタ州のヘルクリーク層（マーストリヒト期後期）の地層から発見された化石も、過去にはキロステノテスに分類されているものの、最近の研究では各々新種とされている。ホースシューキャニオン層の標本は2011年にエピキロステノテス（Epichirostenotes）と改名され、ヘルクリーク層の標本は2014年にアンズー (Anzu) と改名された。
2007年、Philip Senterによって行われた分岐学的研究では、恐竜公園層の大型化石が全て同じ生物のものであるという考えに疑義が投じられた。最初の手と顎の標本は系統樹の別々の位置に現れ、カエナグナトゥスのホロタイプである顎の骨は、一般的に分類される通りカエナグナトゥス科の基底的な位置に出現するが、キロステノテスのホロタイプである手の骨は、進歩的なオヴィラプトロサウルス類としてオヴィラプトル科に位置される。その後の研究では、カエナグナトゥスの顎は他のカエナグナトゥス科と同じグループとされたが、キロステノテスの手は必ずしもそうではないとされた。

## 病理学
2001年にBruce Rothschildらにより獣脚類の疲労骨折と剥離骨折の証拠の調査と行動の影響についての研究が発表された。17個のキロステノテスの足の骨を調査した結果、1個の骨に疲労骨折があった証拠を発見した。

## 参照
1. ↑  Senter, P.; Parrish, J.M. (2005) Functional analysis of the hands of the theropod dinosaur Chirostenotes pergracilis: evidence for an unusual paleoecological role. PaleoBios 25: 9–19
2. ↑  Naish, D. (2007). Feathers and Filaments of Dinosaurs, Part II Tetrapod Zoology, April 23, 2011.
3. ↑  Gilmore, C.W. (1924). A new coelurid dinosaur from the Belly River Cretaceous of Alberta. Canada Department of Mines Geological Survey Bulletin (Geological Series) 38(43):1-12.
4. ↑  Currie, P.J., Rigby, Jr., J.K., and Sloan, R.E. (1990). Theropod teeth from the Judith River Formation of southern Alberta, Canada. In: Carpenter, K., and Currie, P.J. (eds.). Dinosaur Systematics: Perspectives and Approaches. Cambridge University Press:Cambridge, 107-125. ISBN 0-521-36672-0.
5. ↑  Sternberg, C.M. (1932).Two new theropod dinosaurs from the Belly River Formation of Alberta. Canadian Field-Naturalist 46(5):99-105.
6. ↑  Sternberg, R.M. (1940). A toothless bird from the Cretaceous of Alberta. Journal of Paleontology 14(1):81-85.
7. ↑  Wetmore, Alexander (1960). “A classification for the birds of the world”. Smithsonian Miscellaneous Collections 139 (11):  1-37. hdl:10088/22963.
8. ↑  E.H. Colbert and D.A. Russell, 1969, "The small Cretaceous dinosaur Dromaeosaurus", Amer. Mus. Novit., No. 2380, pp. 1-49
9. ↑  Osmólska, H. 1976. "New light on the skull anatomy and systematic position of Oviraptor". Nature 262: 683–684
10. ↑  Currie, P.J., and Russell, D.A. (1988). Osteology and relationships of Chirostenotes pergracilis (Saurischia, Theropoda) from the Judith River (Oldman) Formation of Alberta, Canada. Canadian Journal of Earth Sciences 25:972-986.
11. ↑  Parks, W.A. (1933). New species of dinosaurs and turtles from the Upper Cretaceous formations of Alberta. University of Toronto Studies, Geological Series 34:1-33.
12. ↑  Currie, P.J. (1989). The first records of Elmisaurus (Saurischia, Theropoda) from North America. Canadian Journal of Earth Sciences 26(6):1319-1324.
13. ↑  Sues, H.D., 1997, "On Chirostenotes, a Late Cretaceous oviraptorosaur (Dinosauria: Theropoda) from Western North America", Journal of Vertebrate Paleontology 17(4): 698-716
14. ↑  Longrich, N. R.; Barnes, K.; Clark, S.; Millar, L. (2013). “Caenagnathidae from the Upper Campanian Aguja Formation of West Texas, and a Revision of the Caenagnathinae”. Bulletin of the Peabody Museum of Natural History 54:  23. doi:10.3374/014.054.0102.
15. ↑  Robert M. Sullivan, Steven E. Jasinski and Mark P.A. Van Tomme (2011). “A new caenagnathid Ojoraptorsaurus boerei, n. gen., n. sp. (Dinosauria, Oviraptorosauria), from the Upper Ojo Alamo Formation (Naashoibito Member), San Juan Basin, New Mexico”. Fossil Record 3. New Mexico Museum of Natural History and Science Bulletin 53:  418–428.
16. 1 2  Lamanna, Matthew C and Sues, Hans-Dieter and Schachner, Emma R and Lyson, Tyler R (2014). “A New Large-Bodied Oviraptorosaurian Theropod Dinosaur from the Latest Cretaceous of Western North America”. PloS one 9 (3):  e92022. doi:10.1371/journal.pone.0092022.
17. ↑  Senter, P. 2007. "A new look at the phylogeny of Coelurosauria (Dinosauria: Theropoda)". Journal of Systematic Palaeontology 5: 429-463
18. ↑  Holtz, Thomas R. Jr. (2010) Dinosaurs: The Most Complete, Up-to-Date Encyclopedia for Dinosaur Lovers of All Ages, Winter 2010 Appendix.
19. ↑  Rothschild, B., Tanke, D. H., and Ford, T. L., 2001, Theropod stress fractures and tendon avulsions as a clue to activity: In: Mesozoic Vertebrate Life, edited by Tanke, D. H., and Carpenter, K., Indiana University Press, p. 331-336.